# Самба ді рода

Самба ді рода (порт. Samba de roda — самба кола) — вид самби, що танцюється парно, рідше, сольно всередині кола людей. Цей танець популярний серед капоейристів і дуже часто є невід'ємним атрибутом їх святкувань.

## Історія виникнення
Вважається, що самба ді рода зародилася в Бразилії в штаті Баїя в середині XVIII століття як маніфест культури африканців, що були туди перевезені. Пізніше деякі елементи португальської культури (в тому числі і музичні інструменти) дещо змінили ритм і хореографію. Самба ді рода вважалась вираженням свободи і спільності пригнічених, а також деяким засобом емансипації.
Самба ді рода зчинила величезний вплив на формування «міської» самби, що стала у XX столітті символом веселої, сексуальної і сонячної бразильської нації. 

## Музичний супровід
Зазвичай самба танцюється під гру барабанів і бубнів. Капоейристи додають ще й берімбау на якому грають однойменний з танцем ритм.

## Правила танцю
В самба ді рода учасники стають в коло, деякі з них грають на інструментах, а інші просто відбивають ритм плескаючи в долоні і співають. Один або двоє танцюристів виходять в середину кола і починають танцювати. Танець базується на рухах стопами і стегнами, причому рухи у чоловіків і жінок дещо відрізняються. 
В самбі капоейристів зміна танцюристів традиційно відбувається через жартівливе виштовхування попередника або попередниці за межі кругу.